# Associazione Calcio Lecco 1944-1945
Questa pagina raccoglie le informazioni riguardanti l'Associazione Calcio Lecco nelle competizioni non ufficiali della stagione 1944-1945.

## Stagione
Negli ultimi mesi di guerra il calcio ufficiale era fermo. Dal dicembre 1944, a liberazione avvenuta, il Torneo Benefico Lombardo è stata la manifestazione calcistica più importante che si sia svolta in quel periodo. Il torneo era composto da dodici squadre lombarde che vennero abbondantemente rinforzate da prestiti di calciatori, inattivi in quei mesi, di Serie A e B.

## Rosa
| N. |                   | Ruolo | Calciatore          |
| -- | ----------------- | ----- | ------------------- |
|    | Italia (bandiera) | P     | Giuseppe Casari     |
|    | Italia (bandiera) | P     | Giuseppe Zibetti    |
|    | Italia (bandiera) | D     | Marcora             |
|    | Italia (bandiera) | D     | Oscar Messora       |
|    | Italia (bandiera) | D     | Franco Petermann    |
|    | Italia (bandiera) | D     | Luigi Rigamonti     |
|    | Italia (bandiera) | D     | Carlo Rossetti      |
|    | Italia (bandiera) | C     | Francesco Meregalli |
|    | Italia (bandiera) | C     | Umberto Romanini    |

| N. |                   | Ruolo | Calciatore         |
| -- | ----------------- | ----- | ------------------ |
|    | Italia (bandiera) | C     | Vittorio Schiavi   |
|    | Italia (bandiera) | C     | Giuseppe Vannucci  |
|    | Italia (bandiera) | A     | Luciano Agosti     |
|    | Italia (bandiera) | A     | Aldo Prata Pizzala |
|    | Italia (bandiera) | A     | Héctor Puricelli   |
|    | Italia (bandiera) | A     | Giancarlo Riva     |
|    | Italia (bandiera) | A     | Arnaldo Salvi      |
|    | Italia (bandiera) | A     | Renato Zorzolo     |